# Pioneer Red Wings
Pioneer Red Wings (dosł. pol. Pionierskie czerwone skrzydła) – żeński klub piłki siatkowej z Japonii. Został założony w 1979 roku z siedzibą w mieście Tendō. Występuje w V.League.

## Sukcesy
- Mistrzostwo Japonii:
  -  2003/2004, 2005/2006
  -  2004/2005

## Kadra w sezonie 2011/12
- 2  Akiko Kohno
- 3  Sakura Numata
- 4  Chaïne Staelens
- 5  Akika Hattori
- 6  Yoko Hayashi
- 7  Risa Ashino
- 8  Kanako Konno
- 10  Yuko Asazu
- 11  Miki Furuya
- 12  Rika Hattori
- 13  Shōko Tamura
- 14  Koyomi Tominaga
- 15  Fumika Moriya
- 16  Yumiko Mochimaru
- 17  Akari Watanabe
- 20  Mami Yoshida

## Znane siatkarki w drużynie
| Lata gry  | Imię i nazwisko       | Pozycja     |
| --------- | --------------------- | ----------- |
| 2013-2014 | Aleksandra Crnčević   | przyjmująca |
| 2010-2013 | Chaïne Staelens       | przyjmująca |
| 2008-2009 | Tayyiba Haneef-Park   | atakująca   |
| 2007-2008 | Senna Ušić-Jogunica   | przyjmująca |
| 2002-2003 | Danielle Scott-Arruda | atakująca   |
| 1997-1998 | Milagros Cabral       | przyjmująca |